# Borassus akeassii
Borassus akeassii ist eine seit einigen Jahrzehnten bekannte, jedoch erst 2006 beschriebene Art der Gattung Borassus. Das Artepitheton ehrt den ivorischen Botaniker Laurent Aké Assi.

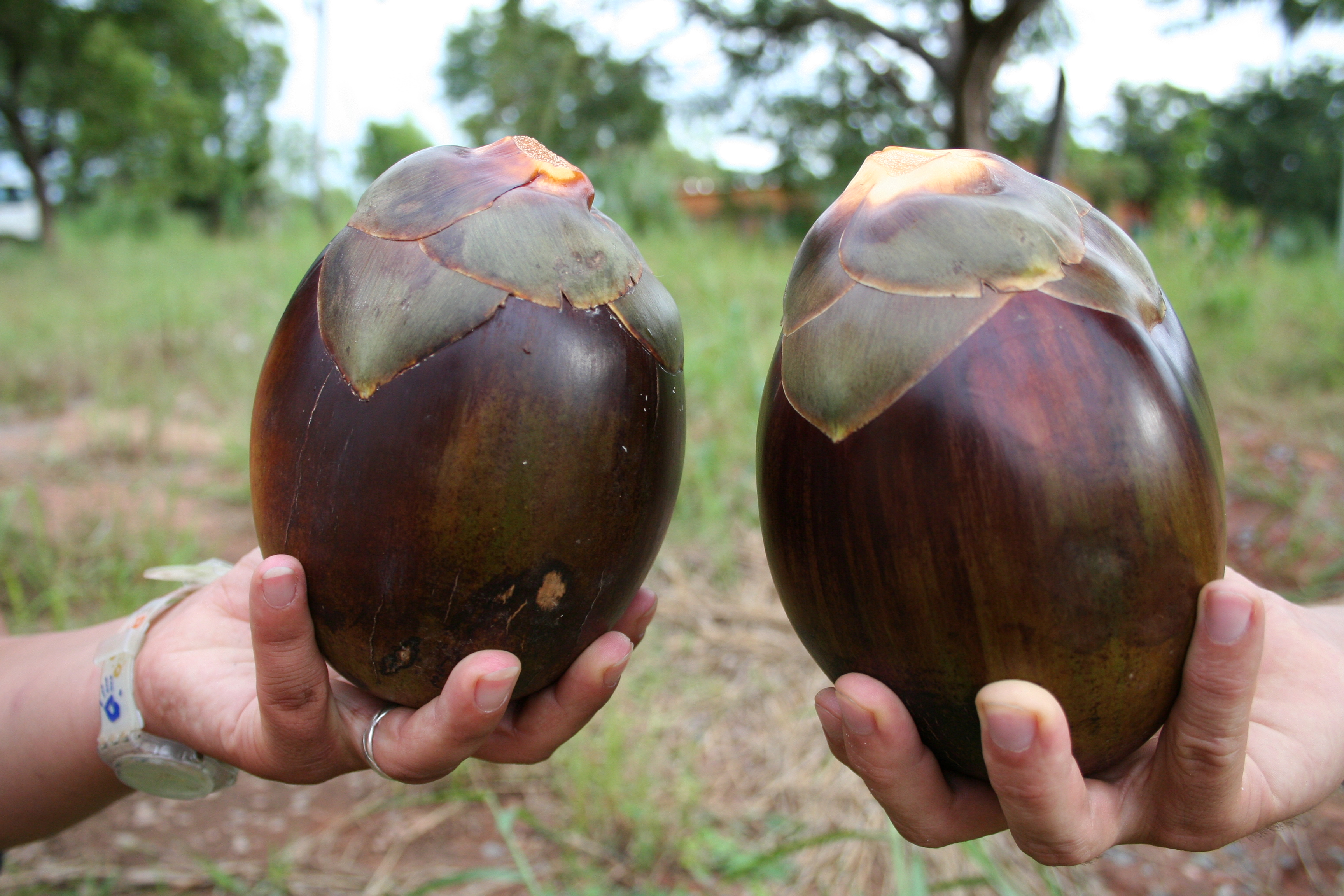
Zwei reife Früchte von Borassus akeassii

## Beschreibung
Es handelt sich um eine zweihäusige, diözische, bis zu 15 m hohe Palme mit unverzweigtem grauen Stamm, an dem die Blattnarben deutlich zu erkennen sind. Die palmaten Blätter sind 1,5–3 m lang und blaugrün gefärbt. Die männlichen Blütenstände sind bis zu 80 cm lang, die weiblichen erreichen 110 cm. Borassus akeassii unterscheidet sich von Borassus aethiopum, der anderen westafrikanischen Art der Gattung, unter anderem durch ihre dunkelgrünen Früchte.

## Verbreitung
Borassus akeassii kommt in Benin, Burkina Faso, Elfenbeinküste, Mali, Niger, Nigeria, Senegal und in der Zentralafrikanischen Republik vor.

## Taxonomie
Borassus akeassii wurde 2006 von Ross P. Bayton, Amadé Ouédraogo und Sita Guinko in Botanical Journal of the Linnean Society Band 150 Teil 4, Seite 419–427 erstbeschrieben.

## Nutzung
Die Nutzung umfasst die Gewinnung von Palmwein, den Verzehr von Sämlingen als Gemüse sowie die Nutzung der Blätter für Matten, Fächer, Hüte und anderes Flechtwerk.